# 久保義三
久保 義三（くぼ よしぞう、1927年3月4日 - 2014年11月19日）は日本の教育史学者。武蔵野美術大学名誉教授。

## 生涯
東京出身。1951年東京文理科大学（現・筑波大学）教育学科卒業、同大学特別研究生修了。1958年武蔵野美術大学短期大学部講師、助教授、武蔵野美術大学教授、69年学長、名誉教授、学校法人武蔵野学院理事長。政治学者の久保文明は長男。

## 著書
- 『日本ファシズム教育政策史』明治図書 1969
- 『教育原理』秀英出版 教職課程選書 1976
- 『天皇制国家の教育政策 その形成過程と枢密院』勁草書房 1979
- 『対日占領政策と戦後教育改革』三省堂 1984
- 『占領と神話教育 占領軍による記・紀神話の排除過程』青木書店 1988
- 『天皇制と教育』編著 三一書房 1991
- 『昭和教育史 天皇制と教育の史的展開』三一書房 1994　のち東信堂
- 『久保義三教育学著作集』全7巻　エムティ出版 1995

第1巻 (日本ファシズム教育政策史)
第2巻 (天皇制国家の教育政策)
第3巻 (対日占領政策と戦後教育改革)
第4巻 (占領と神話教育)
第5巻 (日本ファシズムと教育史)
第6巻 (戦後教育の課題と歴史)
第7巻 (近代公教育の史的構造)
- 『教育の経済的生産性と公共性 ホレース・マンとアメリカ公教育思想』東信堂 2004
- 『釈然としない昭和期の教育 私の教育学研究六十三年』つなん出版 2012

### 共編著
- 『現代教育史事典』駒込武,米田俊彦,児美川孝一郎共編著 東京書籍 2001

### 翻訳
- ホレース・マン『民衆教育論』明治図書出版 世界教育学選集 1960